# Oryctes nevadensis
Pour le genre zoologique, voir Oryctes (insecte).
Genre
Espèce
Oryctes nevadensis est une espèce de plantes de la famille des Solanaceae. C'est l'unique espèce décrite du genre botanique Oryctes  et par conséquent la seule acceptée dans le genre à l'heure actuelle.
Elle vit dans le Nevada et la Californie.

### Oryctes
- (en) Catalogue of Life : Oryctes (consulté le 7 mars 2012)
- (fr + en) ITIS : Oryctes  S. Watson (consulté le 7 mars 2012)
- (en) GRIN : genre Oryctes  S. Watson (+liste d'espèces contenant des synonymes) (consulté le 7 mars 2012)

### Oryctes nevadensis
- (fr + en) ITIS : Oryctes nevadensis  S. Watson (consulté le 7 mars 2012)
- (en) NCBI : Oryctes nevadensis (taxons inclus) (consulté le 7 mars 2012)
- (fr + en) EOL : Oryctes nevadensis (consulté le 12 novembre 2018)